# Iborfia
Iborfia è un comune dell'Ungheria di 22 abitanti (dati 2001). È situato nella contea di Zala.